# Karl Richter (Apotheker)

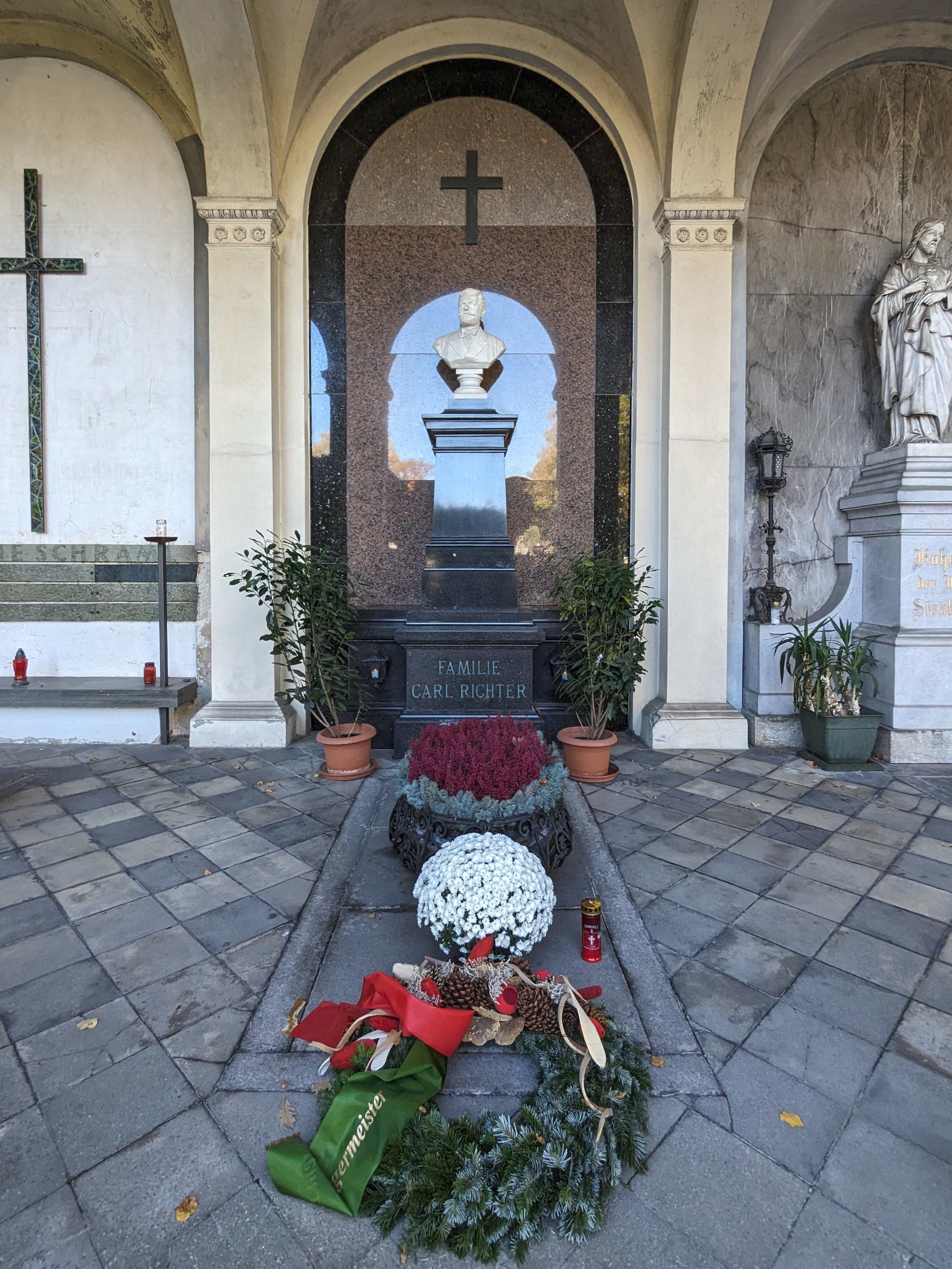
Gruft der Familie Richter am Stadtfriedhof Wels

Karl Richter (* 6. September 1866 in Bad Hall; † 21. April 1927 in Wels) war ein österreichischer Apotheker und Politiker.
Karl Richter wurde als Sohn des Bad Haller Apothekers Karl Richter und seiner aus Wien stammenden Gattin Johanna Rieder geboren, wobei seine Mutter bereits kurz nach der Geburt starb. Während sein Vater später nach Wels übersiedelte, absolvierte Karl Richter jun. das Stiftsgymnasium Seitenstetten. Zudem arbeitete Richter in der Apotheke seines Vaters, der Hofapotheke in Salzburg und beendete 1880 seinen Wehrdienst in Bratislava. 1886/87 studierte er Pharmazie an den Universitäten Wien und Bern, im Jahr 1889 erfolgte seine Sponsion zum Mag. pharm. Er übernahm 1891 nach dem Tod seines Vaters die väterliche Apotheke „Zum Schwarzen Adler“ in Wels und führte sie bis 1924. Von 1912 bis 1923 war er auch Geschäftsführer der Firma C. R. Wels Adler-Apotheke und Sanitätsgesellschaft Medizinaldrogen-Großhandlung GmbH. Er war Direktionsmitglied der Städtischen Sparkasse, Präsident des Elektrizitätswerkes und Mitglied der Lokalbahngesellschaft Wels.
Richter betätigte er sich zunächst für die Deutsch-Freiheitliche Partei und war später Mitglied der Deutschen Volkspartei. Er wurde 1896 in die Gemeindevertretung gewählt und war ab 1899 Mitglied des Gemeinderats. Er hatte von 1905 bis 1919 das Amt des Vizebürgermeisters inne und war von 1919 bis 1924 Bürgermeister von Wels, wobei er sich insbesondere in Schulfragen und dem Sanitätswesen engagierte. Zudem war er zwischen 1918 und 1919 Mitglied der Provisorischen Landesversammlung. 
Richter war ab 1894 mit der Welser Lehrerin Luise Nebuschka verheiratet. Er übergab die Apotheke „Zum Schwarzen Adler“ 1924 seinem Sohn Hubert und starb drei Jahre später an Krebs.